# Cassette (support de stockage)
Pour les articles homonymes, voir Cassette.
Une cassette est un support de stockage ayant la forme d'un parallélépipède rectangle composée d'une bande magnétique enroulée autour de deux bobines. L'entraînement par un moteur des bobines permet de faire se déplacer la bande qui est alors lisible par une tête de lecture.
Les cassettes les plus répandues pour le grand public sont :
- Les cassettes audio ;
- Les cassettes vidéo (exemple : VHS).

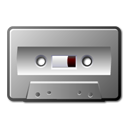
Cassette audio
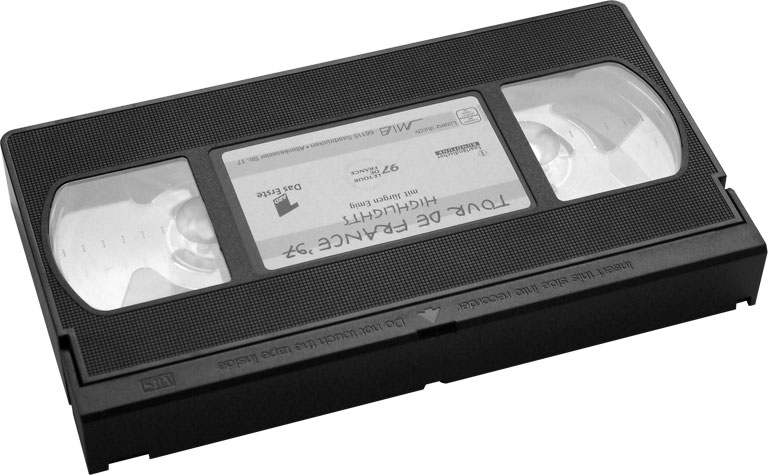
Cassette vidéo (VHS)

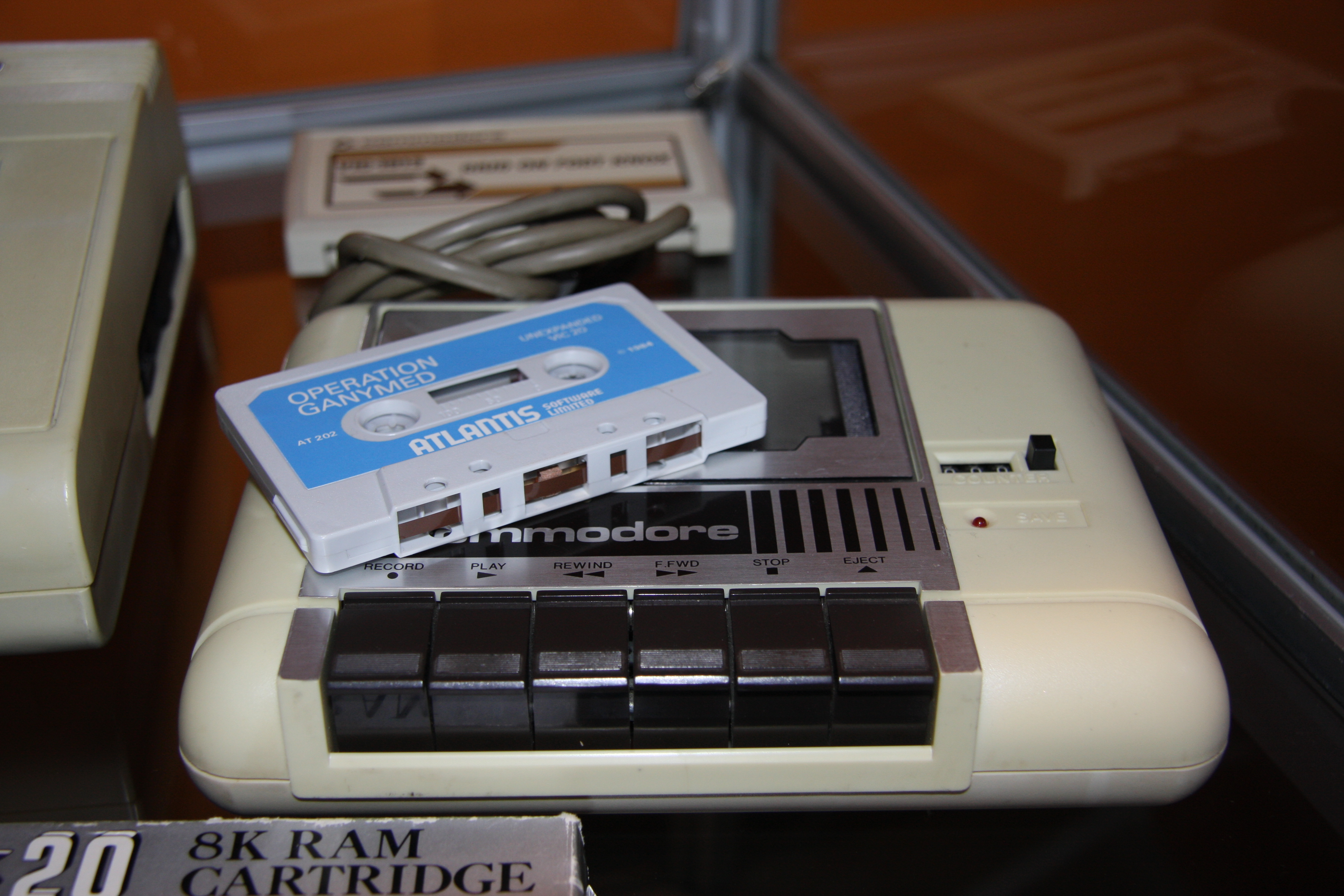
Compact Cassette, où est enregistré un programme informatique pour le microordinateur VIC-20 de Commodore, présentée ici avec son lecteur spécifique.

La cassette audio a été utilisée comme moyen de stockage informatique sur les premiers ordinateurs personnels. L'enregistrement se faisait de manière analogique (les signaux numériques étaient transformés en modulation sonore) et la restitution était peu fiable. Aucune correction d'erreur n'était possible et le volume de données enregistrées très réduit. Ce support a vite été abandonné au profit de la disquette lorsque les prix sont devenus plus abordables pour le grand public. Le dernier ordinateur utilisant les cassettes fut le CPC 464+ d'Amstrad en 1990.